# Thorsager
Thorsager es una localidad situada en el municipio de Syddjurs, en la región de Jutlandia Central (Dinamarca). Tiene una población estimada, a inicios de 2021, de 1303 habitantes.
Está ubicada al sur de la península de Djursland (península de Jutlandia), cerca de la costa del Kattegat, mar Báltico.